# Erquinghem-Lys
Erquinghem-Lys är en kommun i departementet Nord i regionen Hauts-de-France i norra Frankrike. Kommunen ligger i kantonen Armentières som tillhör arrondissementet Lille. År 2022 hade Erquinghem-Lys 5 349 invånare.

## Befolkningsutveckling
Antalet invånare i kommunen Erquinghem-Lys
| Referens: INSEE |